# Christian Gemmel
Christian Gemmel (Hettenrodt, 9 giugno 1980) è un pilota motociclistico tedesco.

## Carriera
Per quanto riguarda le competizioni nel motomondiale, corre il Gran Premio casalingo in qualità di wild card dal 1999 al 2002, nella classe 250 a bordo di una Honda.
Nel motomondiale 2003 corre la stagione completa, classificandosi 22º. Corre anche le prime gare della stagione 2004, senza andare a punti. Durante le sue partecipazioni non ha mai cambiato né classe, né marca di motocicletta.
Migliori risultati sono stati ottenuti nel campionato Europeo Velocità; nel 1998 chiude 35º nella classe 125. Passa poi a gareggiare nella classe 250: nel 2001 è sesto e nel 2002 secondo nella graduatoria piloti con 137 punti, totalizzando in quest'ultima annata due vittorie e cinque podi. Sempre nel 2002 vince il campionato IDM 250, ottenendo il titolo di campione nazionale tedesco.

## Risultati nel motomondiale
| 1999 | Classe | Moto  |  |  |  |  |  |  |  |  |    |  |  |  |  |  |  |  | Punti | Pos. |
| ---- | ------ | ----- |  |  |  |  |  |  |  |  | -- |  |  |  |  |  |  |  | ----- | ---- |
| 1999 | 250    | Honda |  |  |  |  |  |  |  |  | 23 |  |  |  |  |  |  |  | 0     |      |

| 2000 | Classe | Moto  |  |  |  |  |  |  |  |  |  |     |  |  |  |  |  |  | Punti | Pos. |
| ---- | ------ | ----- |  |  |  |  |  |  |  |  |  | --- |  |  |  |  |  |  | ----- | ---- |
| 2000 | 250    | Honda |  |  |  |  |  |  |  |  |  | Rit |  |  |  |  |  |  | 0     |      |

| 2001 | Classe | Moto  |  |  |  |  |  |  |  |  |    |  |  |  |  |  |  |  | Punti | Pos. |
| ---- | ------ | ----- |  |  |  |  |  |  |  |  | -- |  |  |  |  |  |  |  | ----- | ---- |
| 2001 | 250    | Honda |  |  |  |  |  |  |  |  | 17 |  |  |  |  |  |  |  | 0     |      |

| 2002 | Classe | Moto  |  |  |  |  |  |  |  |  |     |  |  |  |  |  |  |  | Punti | Pos. |
| ---- | ------ | ----- |  |  |  |  |  |  |  |  | --- |  |  |  |  |  |  |  | ----- | ---- |
| 2002 | 250    | Honda |  |  |  |  |  |  |  |  | Rit |  |  |  |  |  |  |  | 0     |      |

| 2003 | Classe | Moto  |     |    |    |   |    |    |   |     |     |    |    |    |    |    |     |     | Punti | Pos. |
| ---- | ------ | ----- | --- | -- | -- | - | -- | -- | - | --- | --- | -- | -- | -- | -- | -- | --- | --- | ----- | ---- |
| 2003 | 250    | Honda | Rit | 18 | 14 | 9 | 16 | 15 | 8 | Rit | Rit | 15 | 15 | 16 | 12 | 16 | Rit | Rit | 24    | 22º  |

| 2004 | Classe | Moto  |     |     |    |    |  |  |  |  |  |  |  |  |  |  |  |  | Punti | Pos. |
| ---- | ------ | ----- | --- | --- | -- | -- |  |  |  |  |  |  |  |  |  |  |  |  | ----- | ---- |
| 2004 | 250    | Honda | Rit | Rit | 19 | 20 |  |  |  |  |  |  |  |  |  |  |  |  | 0     |      |

| Legenda | 1º posto        | 2º posto            | 3º posto            | A punti      | Senza punti        | Grassetto – Pole position Corsivo – Giro più veloce |
| Legenda | Gara non valida | Non qual./Non part. | Ritirato/Non class. | Squalificato | '-' Dato non disp. | Grassetto – Pole position Corsivo – Giro più veloce |